# Francisco da Gama
Francisco da Gama (1565 – 1632 Oropesa), 4. hrabě z Vidigueiry byl dvakrát guvernérem a místokrálem Portugalské Indie. Jeho pradědečkem byl objevitel Vasco da Gama.

## Život

##### Mládí
Francisco da Gama se ve věku 13 let se zúčastnil svým otcem Vascem da Gama, 3. hrabětem z Vidigueiry osudné bitvy u Alcácer-Quibiru (Alcazarquiviru, Ksár-el-Kebíru) v roce 1578. Tam padl nejen vůdce strůjce válečné výpravy král Sebastián, ale i jeho otec. Francisco byl držen v zajetí. Do Portugalska se vrátil až v roce 1595 a vzápětí byl jmenován guvernérem a místokrálem Indie.

### Místokrálem poprvé
Stal se místokrálem po Matiasovi de Albuquerque, a to na přání Filipa II., aby ve funkci oslavil sté výročí příjezdu Vasca da Gamy do Indie. Vyrazil z Lisabonu v dubnu 1596. Se zastávkou v Mombase, dorazil do Goy v květnu 1597. Jeho působení ve funkci místokrále bylo poměrně komplikované. Své období vlády začal v nezáviděníhodné situaci, neboť neobdržel ani lodě na obranu, ani peníze na jejich nákup. V regionu panovala velká korupce a chyběl pořáde. Byl nucen zavádět nepopulární reformy, kvůli kterým byl neoblíbený. Půjčkami si zajistil financování oddílů na obranu, neboť musel odolávat nejen útokům pirátů, ale i výpadům Angličanů z jihu a Mughalům ze severu. Díky znalostem vojenského velitele André Furtada de Mendonça, ubránil portugalské pevnosti na jihu.
Během období jeho vlády pokračovala krátká portugalská spolupráce s vládcem království Kandy na Cejlonu, Vimaladharmasuriyou I. z Kandy (pokřtěném jako João da Austria), který se po vraždě svého otce Rádžasinhou I. Sitawakem schoval v pevnosti ve městě Kolombo. Odtud uprchl do Goy, kde se učil portugalským válečným technikám, aby se poté znovu vrátil na Cejlon a udržoval s Portugalci krátký mír.
Francisco da Gama byl velmi energický a přísný. Potlačováním zneužívání financí a korupce si však nadělal mnoho nepřátel. Bylo mu vyčítáno zejména vylákávání peněz od soukromých osob i charitativních organizací, které potřeboval na obranu proti vpádům nepřátel. V roce 1600 byl nahrazen ve svých funkcích Airem de Saldanha. 
Během svého krátkého působení ve funkci místokrále, nechal Francisco da Gama postavit ozdobnou kamennou bránu zvanou Arco dos Vice‑Reis de Goa, jež byla v průčelí osazena sochou objevitele Vasca da Gamy a zdobena armilárními sférami jakožto znakem krále Manuela a erby rodu Gamů. Mohlo se jednat o počin krále Filipa II. k oslavě 100. výročí objevení cesty do Indie. Stavitel této brány, Júlio Simão, původem z Goe, přijel po svém pobytu v Evropě společně s Franciscem da Gamou. Nová brána mohla být inspirována nákresem Sebastiana Serlia. Socha Vasca da Gamy byla odstraněna nepřáteli jeho pravnuka několik dní poté, co byl zbaven funkce. Byla nahrazena sochou svaté Kateřiny. Socha Vasca da Gamy byla obnovena v roce 1606.
Na bráně jsou tyto nápisy: „REINANDO ELREI D. PHELIPE 1º POS A CIDADE AQUI DOM VASCO DA GAMA 1º CONDE ALMIRANTE DESCOBRIDOR E CONQVISTADOR DA INDIA, SENDO VIZO‑REI O CONDE DOM FRANCISCO DA GAMA SEV BISNETO O ANO DE 97” a podpis stavitele: „IVLIVS SIMON ING. MAG. INV.” 

### Místokrálem podruhé
Francisco da Gama byl podruhé jmenován guvernérem Indie i s titulem místokrále v roce 1622. Během této druhé vlády, dokázali jeho vojenští velitelé, Ruiem Freirem de Andrade a Nunem Álvaresem Botelhaou, porážet Nizozemce, Angličany a Peršany u Hormuzu což vedlo k určité stabilizaci v této části Indického oceánu pod portugalskou vládou.
Kvůli potřebám obrany před narůstajícími útoky začal stavět pevnost Mormugao. Jeho nepřátelé ale nezmizeli a v roce 1628 se jim podařilo přimět soud, aby nařídil zabavení jeho veškerého majetku kvůli údajným závažným pochybením a chybám ve správě, která se nakonec neprokázala. Vládu musel předat Luisovi de Brito de Menezes, biskupovi São Tomé de Meliapore, jenž byl v roce 1627 jmenován biskupem v Kóčinu a který zemřel již v roce 1629.
Francisco da Gama zemřel po návratu do Evropy v roce 1632 v Oropese u Toleda během cesty do Madridu. Jeho ostatky byly v roce 1636 přeneseny do kostela Panny Marie v obci Relíquias poblíž města Vidigueira.

## Rodina
Francisco da Gama byl dvakrát ženatý. Jeho první ženou byla Maria de Vilhena s níž měl jednu dceru, která se dožila dospělosti – Mariu de Vilhena. Druhou ženu Leonor Coutinho de Tavora si vzal v roce 1606. Velmi se zajímala o literaturu a je jí připisována kniha Cavallaria de D. Belindo.
Měli spolu tyto děti:
- Vasco Luiz da Gama I. Marquez de Niza, a 5. hrabě da Vidigueira
- Maria Coutinho
- Eufrasia Maria de Tavora
- Thereza Maria Coutinho
- Catherina, Guiomar, Ignez Domingas a Anna Maria, které brzy zemřely.[7]

## Zajímavosti
- Francisco da Gama se naučil místní jazyk Azunaique, který je variantou hindštiny.[8]
- Francisco da Gama přesvědčil svého přítele Diogo do Couta, kronikáře a hlavního archiváře státního archivu Torre de Tombo da India, aby sepsal knihu o jeho předkovi a působení v Indii, který je nazván Tratado De Todas as cousas Socedidas ao Valeroso Capitão Dom Vasco da Gama primeiro Conde da Vidigueira: Almirante do mar da India: no descobrimento, e conquistas dos Mares, e Terras do Oriente: e de todas as vezes que ha India passou, e das cousas que socederão nella a todos seus filhos. Vytváření a publikování sám řídil.[9]